# ميخائيل فورونوف
ميخائيل فورونوف (بالروسية: Воронов, Михаил Валерьевич)‏ هو لاعب كرة قدم روسي في مركز الدفاع، ولد في 22 سبتمبر 1976 في كراسنودار في روسيا. لعب مع دينامو ستافروبول ونادي روستوف ونادي كوبان كراسنودار.